# 32724 Верліц
32724 Верліц (32724 Woerlitz) — астероїд головного поясу, відкритий 16 жовтня 1977 року.
Тіссеранів параметр щодо Юпітера — 3,017.